# Autalia capensis
Autalia capensis är en skalbaggsart som beskrevs av Tottenham 1957. Autalia capensis ingår i släktet Autalia och familjen kortvingar. Inga underarter finns listade i Catalogue of Life.